# Alcelaphus buselaphus buselaphus
L'alcelafo bubalo (Alcelaphus buselaphus buselaphus Pallas, 1766), noto anche come antilope bubalo o semplicemente bubalo, è la sottospecie nominale (vale a dire la prima a essere stata descritta) estinta dell'alcelafo, diffusa in passato a nord del deserto del Sahara. Altre sottospecie vivono ancora nelle praterie a sud del Sahara, dal Senegal a ovest all'Eritrea e all'Etiopia a est e alla Tanzania centrale a sud. L'alcelafo rosso e l'alcelafo di Liechtenstein, considerati, a seconda dell'autore, sottospecie o specie sorelle dell'alcelafo comune, sono diffusi nell'Africa meridionale.

## Descrizione

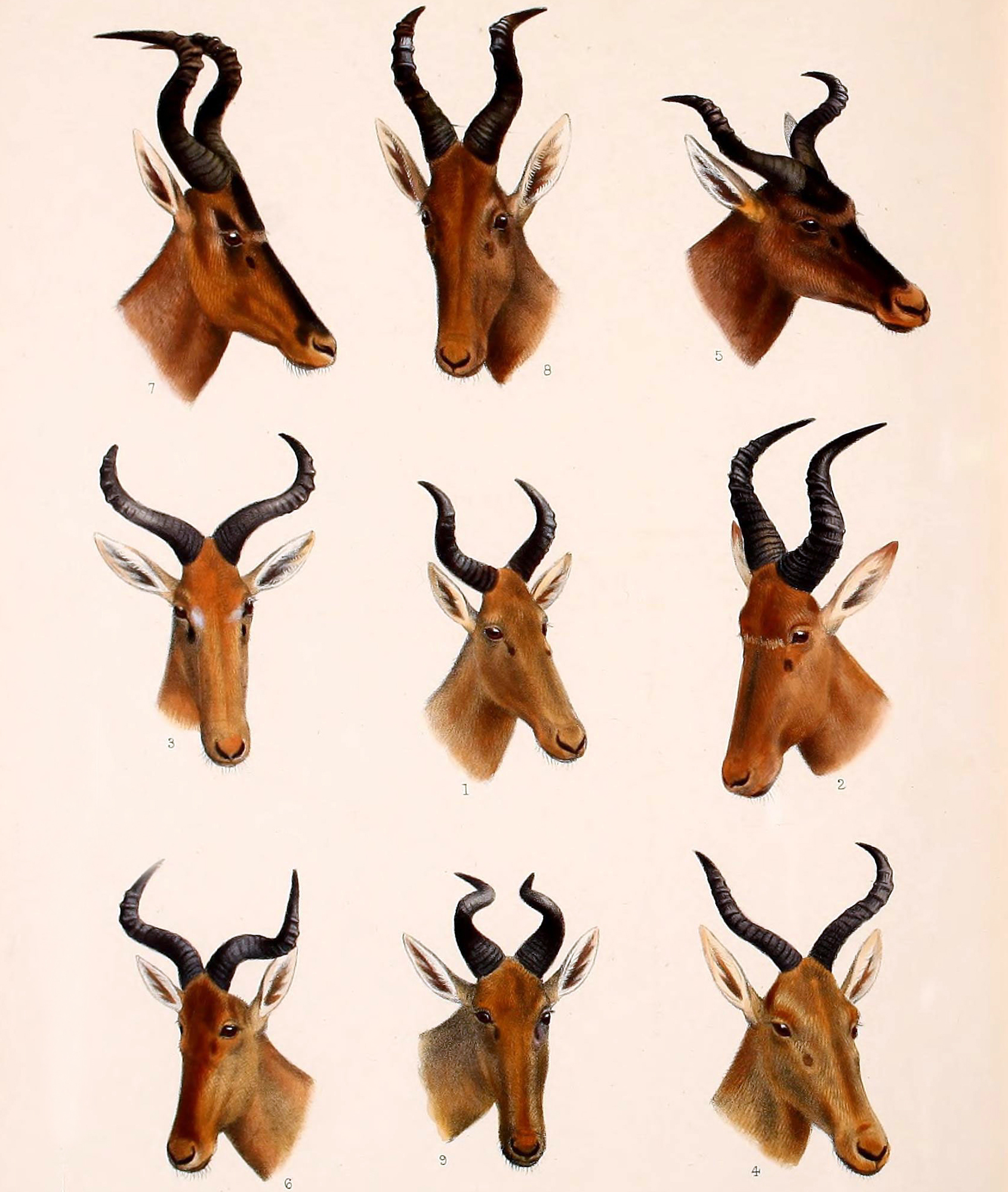
Sottospecie di alcelafo; l'alcelafo bubalo (1) è al centro.

L'alcelafo bubalo veniva descritto come un animale dal mantello color sabbia uniforme, a eccezione di «una macchia indistinta grigiastra su ogni lato del muso, sopra le narici» e del ciuffo terminale di peli della coda, di colore nero. Stando così le cose, la sottospecie aveva un aspetto simile all'alcelafo lelwel, anch'esso di colore uniforme e privo delle macchie facciali bianche o nere presenti, ad esempio, nell'alcelafo occidentale e nell'alcelafo di Swayne. Misurava circa 107 cm di altezza al garrese e le sue corna avevano una forma a «U» se viste di fronte.
Come altri alcelafi, il bubalo era un animale sociale. Luis del Mármol Carvajal scrisse che nel Marocco settentrionale, nel 1573, si potevano vedere branchi composti da 100-200 animali. Secondo gli scrittori del XIX secolo, l'alcelafo bubalo prediligeva le aree rocciose con una buona copertura di vegetazione, a differenza dell'addax, che preferisce habitat sabbiosi e più aridi. Suo predatore principale era il leone berbero, anch'esso estinto.

## Storia ed estinzione
L'alcelafo bubalo era diffuso in passato in tutta l'Africa a nord del Sahara, dal Marocco all'Egitto, dove scomparve già molto tempo fa. Prima dell'età del ferro era presente sicuramente anche nel Levante meridionale, mentre Harper (1945) cita resti storici recenti «non ben documentati» rinvenuti in Israele e perfino in Arabia. Il limite settentrionale dell'areale dell'alcelafo bubalo era la costa del Mediterraneo; branchi numerosi erano ancora presenti in Marocco, a nord dell'Atlante, nel 1738. Come limite meridionale della sua distribuzione, vengono citati dei «buoi selvatici (Antilope bubalis)» che vivevano sulle montagne del Tassili, nel Sahara centrale, nel 1850. Tuttavia, la corretta identificazione di questi ultimi animali viene messa in discussione. Anche se si fosse trattato davvero di alcelafi, potrebbero non essere appartenuti alla sottospecie settentrionale.
Il numero di esemplari diminuì rapidamente nel corso del XIX secolo, in particolare dopo la conquista francese dell'Algeria, quando branchi interi venivano massacrati in una volta sola dalle armate coloniali. A partire dal 1867 è probabile che la specie sopravvivesse solamente sulle catene montuose dell'Africa nord-occidentale nei pressi o all'interno del deserto del Sahara. Scomparve dall'Atlante tunisino nel 1870, e l'ultimo esemplare in questo Paese venne abbattuto nel 1902 vicino a Tataouine. Fatta questa eccezione, sembra che agli inizi del XX secolo il bubalo fosse relegato all'Atlante occidentale, da Boulemane in Marocco fino alla parte meridionale del dipartimento di Orano in Algeria. L'ultimo branco di cui siamo a conoscenza, costituito da appena 15 animali, viveva nei pressi di Outat El Haj, in Marocco, nel 1917; di questi, ben 12 furono uccisi dallo stesso cacciatore. L'ultimo esemplare in Marocco venne abbattuto a Missour nel 1925. È probabile che l'animale scomparve dall'Algeria nello stesso periodo. Siamo a conoscenza di un ultimo esemplare «catturato» negli anni '20 vicino a Geryville, a sud dello Chott ech Chergui. Harper, che scriveva nel 1945, riteneva che la sottospecie potesse ancora sopravvivere all'epoca in quest'area, ma lui stesso fece menzione di varie campagne di ricerca che negli anni '20 e '30 non riuscirono a riscontrare la presenza dell'animale in Marocco, Algeria o Tunisia, perfino nelle regioni dove era considerato numeroso solo pochi decenni prima.
L'alcelafo bubalo godeva della protezione conferitagli dalla Convenzione di Londra del 1933.

## Esemplari in zoo e musei

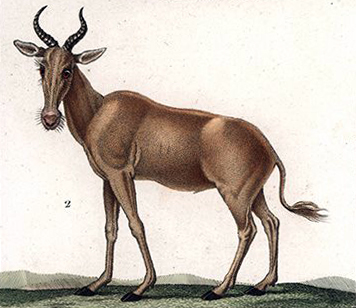
Illustrazione del 1837.

Alcuni esemplari di alcelafo bubalo furono catturati e tenuti in cattività in zoo britannici, francesi e tedeschi verso gli inizi del XX secolo, ma Ruxton e Schwarz (1929) non riuscirono a ritrovarne alcun resto conservato nei musei di questi Paesi. L'ultimo bubalo in cattività, una femmina (talvolta erroneamente indicata come l'ultimo bubalo rimasto), morì a Parigi nel 1923. L'Accademia di Scienze Naturali di Philadelphia ricevette un'altra femmina nel 1905 dalla Società Zoologica di Philadelphia, che venne imbalsamata. Questo è probabilmente l'unico bubalo conservato negli Stati Uniti d'America. In Italia, presso il Museo di storia naturale dell'Università di Pisa, è esposto uno dei pochi esemplari tassidermizzati tuttora conservati.

## Rapporti con l'uomo
Resti di alcelafo bubalo sono stati rinvenuti in alcuni siti archeologici egizi quali Abadiyeh, Saqqara e Karanis; i resti più recenti risalgono agli inizi del Medioevo. Esisteva anche un geroglifico che raffigurava un «piccolo di alcelafo»:
| E9 |
Per queste ragioni, è stato ipotizzato che il bubalo venisse addomesticato dagli antichi egizi, o almeno impiegato come animale sacrificale. Viene anche citato nell'Antico Testamento con il nome di Yachmur (1Re. 4,23).
L'alcelafo bubalo è uno dei molti animali estinti raffigurati sui mosaici romani di Ippona (attuale Algeria), risalenti al II e al IV secolo d.C..